# Hrólfr Kraki

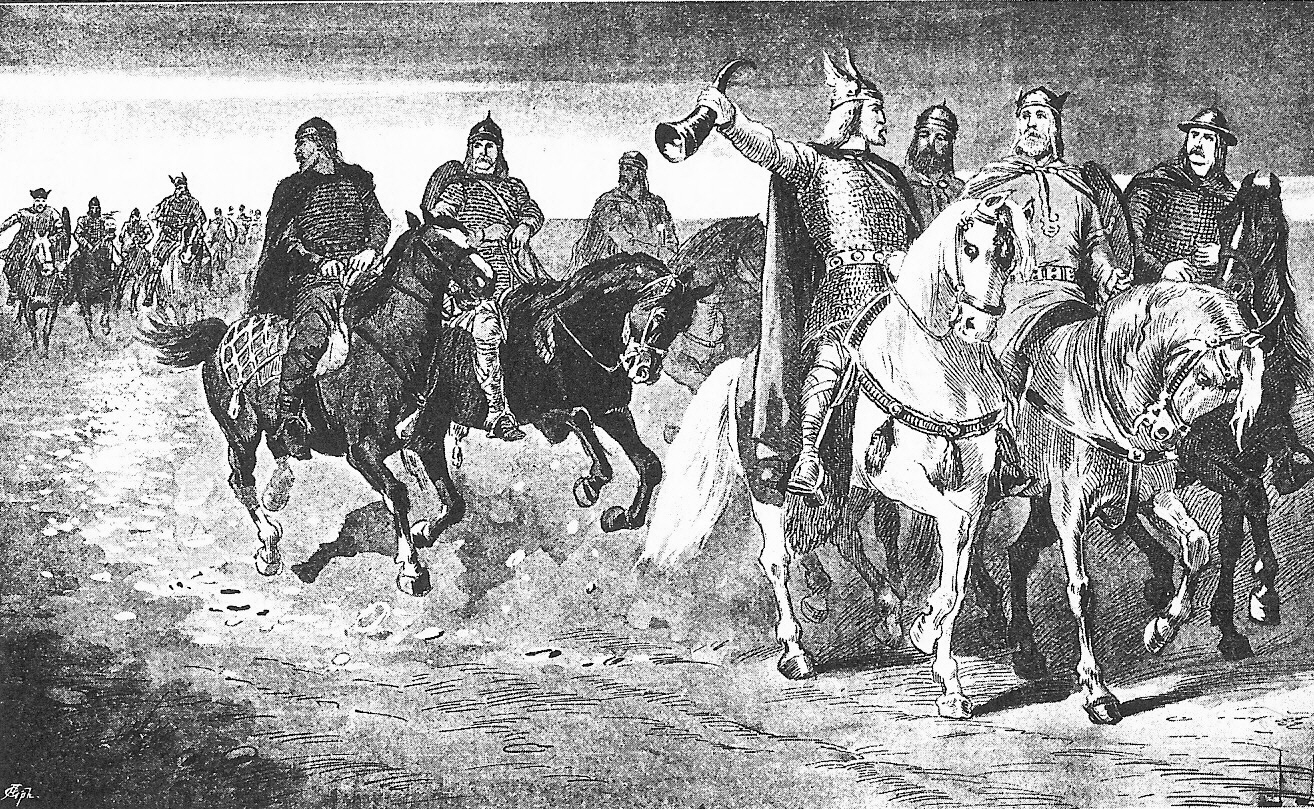
Hrólfr Kraki sparge denaro per sfuggire da Eadgils
Illustrazione di Jenny Nyström (1895).

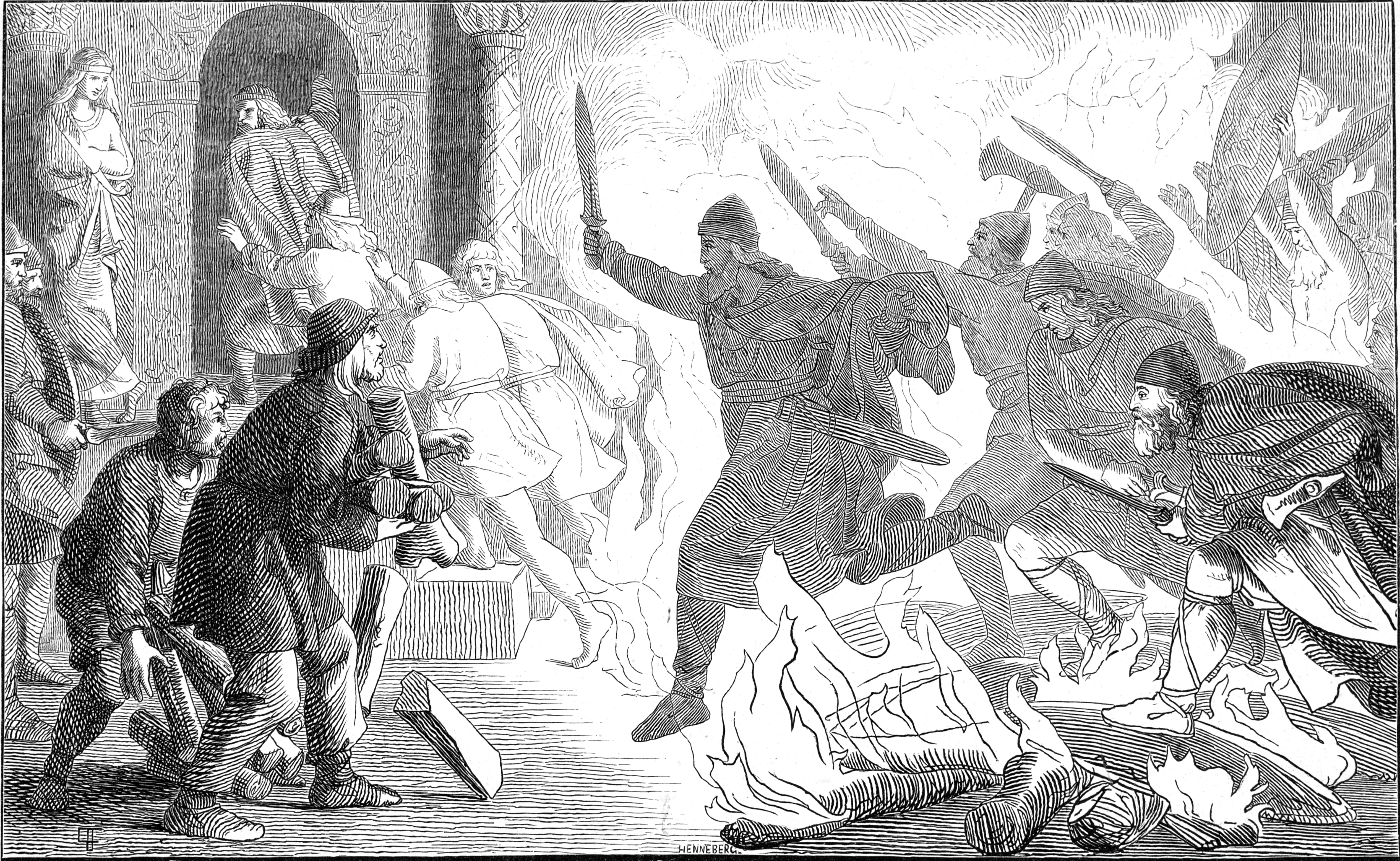
Hrolfr Kraki avanza verso Yrsa
Illustrazione di Lorenz Frølich (1856).

Hrólfr Kraki (reperibile anche nelle forme Hrolf Kraki, Hroðulf, Rolfo, Roluo o Rolf Krage, talvolta italianizzato come Rodolfo il Magro) (inizio VI secolo) fu un re leggendario danese che compare sia nella tradizione anglosassone sia in quella scandinava. Il suo nome nella lingua del tempo (il proto-norreno) sarebbe stato *Hrōþiwulfaz (lupo famoso).
Entrambe le tradizioni lo descrivono come uno Scylding danese; suo zio è Hroðgar e suo nonno è Healfdene. È comunemente condiviso che le due tradizioni descrivano gli stessi personaggi. Mentre le opere anglosassoni come il Beowulf e il Widsith non trattano altro della sua vita se non riguardo alla sua parentela con Hroðgar e ai loro contrasti con Froda e Ingeld, le fonti norrene continuano la sua storia anche oltre dove finiscono quelle anglosassoni: per esempio narrano della sua vita quando fu re a Lejre.
Le fonti scandinave trattano anche della sua parentela con Halga, fratello di re Hroðgar. Nel Beowulf e nel Widsith non viene mai spiegato come Hroðgar e Hroðulf siano zio e nipote, mentre nelle opere scandinave Hroðulf è figlio di Halga e di Yrsa, figlia di Halga stesso che, ignaro della loro parentela, l'aveva rapita e violentata.

## IlBeowulf
Il poema Beowulf introduce Hroðulf come sostenitore e braccio destro di Hroðgar; inoltre apprendiamo che Hroðulf è il nipote di Hroðgar e che "ognuno era sincero con l'altro". Hroðgar, i suoi fratelli Heorogar e Halga e la sua sorella senza nome sono presentati come i figli di Healfdene: appartengono al clan degli Scylding. Il poema non spiega se sia Heorogar o Halga il padre di Hroðulf. L'informazione che era Halga il padre di Hroðulf è stata ricavata dalle fonti scandinave (vedi sezioni successive).
Hroðgar e la regina Wealhþeow ebbero due figli, Hreðric e Hroðmund, e Hroðulf sarebbe diventato il loro tutore nel caso Hroðgar morisse. Sembra tuttavia che la regina non credesse a Hroðulf e sospettasse che lui cercasse di salire al trono egli stesso. Non c'è arrivata alcuna fonte scandinava in cui siano menzionati Hreðric e Hroðmund (anche se è stato suggerito che Hreðric possa essere Hroerekr/Roricus), il che fa supporre che i sospetti di Wealhþeow fossero ben fondati. Gli Scylding erano in conflitto con un altro clan o popolo chiamato Heaðobard, guidati dal loro re Froda e suo figlio Ingeld. È in relazione a questa guerra che Hroðulf è citato nell'altro poema anglosassone in cui compare, il Widsith.

## IlWidsith
Il poema Widsith cita anch'esso Hroðgar e Hroðulf, ma ci dice anche che la faida con Ingeld non terminò finché questi non fu sconfitto ad Heorot:
(Widsith)
Questo passo suggerisce che il conflitto tra gli Scylding Hroðgar e Hroðulf da una parte, e gli Heaðobard Froda e Ingeld dall'altra, era ben conosciuta nell'Inghilterra anglosassone. Questo conflitto compare anche nelle opere scandinave, ma nella tradizione norrena gli Heaðobard sembrano essere stati dimenticati e il conflitto è diventato una faida familiare.

## IlChronicon Lethrensee gliAnnales Lundenses
Il Chronicon Lethrense e gli Annales Lundenses che lo comprendono dicono che Haldan (Healfdene) ebbe due figli, Helghe (Halga) e Ro (Hroðgar). Quando Haldan morì di vecchiaia, Helghe e Ro si spartirono il regno dimodoché Ro si prese la terra e Helghe il mare. Un giorno, Helghe giunse in Halland/Lolland e giacque con Thore, figlia di uno dei contadini di Ro; ella partorì poi una figlia di nome Yrse. Molto più tardi, Helghe incontrò Yrse e, senza sapere che fosse sua figlia, la mise incinta di Rolf. Alla fine scoprì la sua parentela con Yrse e, pieno di vergogna, andò all'est e si uccise.
Quando sia Ro che Helghe erano morti, il re svedese Hakon/Athisl (cioè Eadgils) obbligò i Daner ad accettare un cane come re. Al re cane succedette Rolf Krage.
Rolf Krage era un grand'uomo nel corpo e nell'anima ed era così generoso che nessuno gli chiedeva due volte la stessa cosa. Sua sorella Skulda era sposata contro il volere di Rolf con Hartwar/Hiarwarth (Heoroweard), uno jarl tedesco della Scania, ma probabilmente Rolf aveva dato a lui Skulda insieme alla Svezia.
Questo Hartwar giunse in Zelanda con un grande esercito e disse che voleva rendere omaggio a Rolf, mentre in realtà lo uccise insieme a tutti i suoi uomini. Solo uno sopravvisse, Wigg, che finse di prestare omaggio ad Hartwar; poi lo infilzò con una spada, così Hartwar fu re per una sola mattina. Comunque, secondo un'altra leggenda, fu invece un Ake a uccidere Hartwar e a diventare re.

## LeGesta Danorum
Le Gesta Danorum (Libro 2) di Saxo Grammaticus contengono circa le stesse informazioni di Chronicon Lethrense e Annales Lundenses, cioè che Ro (Hroðgar) e Helgo (Halga) erano figli di Haldanus (Healfdene). Quando Haldanus morì di vecchiaia, Ro si prese la terra e Helgo il mare. Un giorno, durante i suoi viaggi in mare, Helgo arrivò a Thurø, dove rapì e violentò la giovane Thora, che diede alla luce Urse (Yrsa). Quando Helgo dopo molti anni tornò a Thurø, Thora vendicò la perduta verginità mandando Urse da Helgo che, ignaro della parentela, violentò anche lei; da ciò nacque Roluo, uomo con grandi doti fisiche e intellettuali e tanto coraggioso quanto alto. Dopo un po', Helgo respinse un'invasione svedese, vendicò Ro uccidendo il re di Svezia Hothbrodd e costrinse gli Svedesi a pagargli dei tributi. Tuttavia si suicidò per la vergogna per la sua relazione incestuosa con Urse, quando scoprì i loro legami di sangue. Roluo gli succedette.
Il nuovo re di Svezia, Athislus (Eadgils), pensò che i tributi ai Daner sarebbero stati minori se avesse sposato la madre del re danese, perciò prese Urse come regina. Tuttavia, dopo qualche tempo, Urse fu così sconvolta dall'avidità del re di Svezia che elaborò uno stratagemma per scappare da lui e al tempo stesso privarlo delle sue ricchezze. Incitò Athislus a ribellarsi a Roluo, e programmò tutto affinché Roluo fosse invitato e gli fossero promesse in dono ricchezze.
Al banchetto Roluo non fu dapprima riconosciuto dalla madre, ma quando Athislus criticò il cibo servito, il re svedese e Roluo fecero una scommessa nella quale Roluo avrebbe dovuto provare la sua resistenza. Roluo fu piazzato di fronte ad un fuoco che lo espose ad un tal calore che alla fine una giovane non poté più sopportarne la vista e spense le fiamme. Roluo fu largamente ricompensato da Athislus per la sua resistenza.
Mentre il banchetto durava già da tre giorni, Urse e Roluo scapparono da Uppsala, al mattino presto su carri dove avevano ammassato tutti i tesori del re di Svezia. Per alleggerire il loro peso, e per tenere occupato qualunque guerriero li stesse seguendo, seminarono oro lungo il tragitto (più avanti nell'opera ci si riferisce all'episodio come alla "semina del Fyrisvellir"), sebbene si dica che seminò solamente rame dorato. Quando Athislus, che stava inseguendo i fuggitivi, vide un anello prezioso giacere sul terreno, si chinò a raccogliero. Roluo fu lieto di vedere il re di Svezia inchinato e scappò sulle navi con sua madre.
Un giovane uomo chiamato Wigg rimase impressionato dalla stazza di Roluo e gli diede il soprannome di Krage, che indica un grande tronco d'albero usato come scala. Roluo apprezzò il paragone e ricompensò Wigg con un pesante braccialetto. Wigg da parte sua giurò a Roluo che l'avrebbe vendicato se mai fosse stato ucciso.
Roluo poi sconfisse Athislus e diede la Svezia ad un giovane uomo chiamato Hiartuar (Heoroweard), che sposò anche la sorella di Roluo, Skulde. Lei comunque non apprezzò il fatto che il marito dovesse pagare tasse a Roluo e lo incitò a ribellarsi contro di lui. Andarono così a Lejre (città che Roluo aveva costruito) con armi nascoste nelle navi, con la scusa che volevano pagare un tributo.
Furono ben accolti, ma dopo il banchetto, quando molti giacevano addormentati abbattuti dal vino, gli Svedesi e i Goti (cioè i Geati) procedettero ad uccidere tutti nella reggia di Roluo. Dopo una lunga battaglia, che coinvolse il campione di Roluo, Bjarki, che combatté posseduto dallo spirito di un orso finché non fu svegliato dal compagno Hjalti, i Geati vinsero e Roluo fu ucciso.
Hiartuar chiese a Wigg se avrebbe voluto combattere per lui, e Wigg accettò. Hiartuar volle dargli una spada, ma egli insisté nel riceverla dalla parte dell'elsa. Con l'elsa in mano, Wigg trafisse Hiartuar con la spada e vendicò Roluo. Svedesi e Geati poi uccisero a loro volta Wigg. Il re svedese Høtherus (che prende il nome dal dio Höðr), fratello di Athislus, succedette a Roluo e divenne re di Svezia e Danimarca.

## LaHrólfs saga kraka ok kappa hans
Nella Hrólfs saga kraka ok kappa hans, Halfdan (Healfdene) aveva tre figli, Helgi (Halga), Hróarr (Hroðgar) e la figlia Signý. La sorella era la primogenita ed era sposata con Sævil Jarl, con cui ebbe un figlio, Hrókr. Halfdan fu ucciso da suo fratello Fróði (Froda) e i due fratelli dovettero cercare rifugio presso un uomo di nome Vivil su un'isola finché non poterono vendicare il padre uccidendo Fróði.
Hróarr se ne andò in Northumbria e sposò Ögn figlia del re Norðri, mentre Helgi divenne re di Danimarca e non si sposò. Desiderando una moglie, Helgi andò dai Sassoni e corteggiò la loro battagliera regina Oluf. Tuttavia lei non era interessata e umiliò Helgi rasandolo e coprendolo di pece mentre dormiva e rispedendolo in quello stato alla sua nave. Più tardi Helgi tornò e con uno stratagemma rapì la regina per un po' di tempo, durante il quale la mise incinta.
Tornata al suo regno, la regina partorì una figlia che chiamò Yrsa dal nome del suo cane. Yrsa fu cresciuta come pastorella finché non ebbe 12 anni, quando incontrò suo padre Helgi che si innamorò di lei, ignorando che fosse sua figlia. Oluf non disse niente riguardo alla parentela e vide come la sua vendetta il matrimonio di Helgi con la sua stessa figlia. Helgi e Yrsa ebbero poi un figlio, Hrólfr.
Apprendendo che Helgi e Yrsa vivevano felici insieme, la regina Oluf andò in Danimarca a dire a sua figlia la verità. Yrsa rimase sconvolta e anche se Helgi voleva che la loro relazione rimanesse com'era prima, lei insisté che si separassero. Più tardi fu presa in moglie dal re svedese Aðils (Eadgils), il che rese Helgi ancora più infelice.
Hrólfr presto radunò dodici grandi berserkir chiamati: Hrómundr harði, Hrólfr skjóthendi, Svipdagr, Beigaðr, Hvítserkr inn hvati, Haklangr, Harðrefill, Haki inn frækni, Vöttr inn mikilaflaði, Starólfr, Hjalti inn hugprúði e Bödvar Bjarki.
Dopo un po' di tempo, Böðvarr Bjarki incoraggiò Hrólfr ad andare ad Uppsala per rivendicare l'oro che Aðils aveva preso da Helgi dopo la battaglia. Hrólfr partì con 120 uomini e i dodici berserkr, e durante una sosta furono interrogati da un contadino chiamato Hrani (Odino travestito) che consigliò Hrólfr di mandare indietro tutta la sua truppa tranne i 12 berserkr, poiché il numero non l'avrebbe aiutato contro Aðils.
Inizialmente furono ben accolti, ma nella reggia Aðils fece del suo meglio per fermare Hrólfr con trappole nel pavimento e guerrieri nascosti che attaccarono i danesi. Alla fine Aðils si intrattenne con loro ma li sottopose ad una prova in cui dovevano sopportare l'immenso calore di un fuoco. Hrólfr e i suoi berserkr ne ebbero abbastanza e gettarono i cortigiani che stavano alimentando il fuoco in esso; Aðils riuscì a fuggire scomparendo in un tronco cavo che si ergeva nella sua reggia.
Yrsa rimproverò il marito per il suo tentativo di uccidere il figlio, e andò a incontrare i danesi; diede loro un uomo chiamato Vöggr per intrattenerli. Questo Vöggr notò che Hrólfr aveva la faccia magra come un piolo di scala, un Kraki; contento del suo nuovo soprannome Hrólfr diede a Vöggr un anello d'oro, e Vöggr in cambio giurò di vendicarlo se mai qualcuno l'avesse ucciso. Hrólfr e la sua compagnia furono poi attaccati da un troll in forma di cinghiale al servizio di Aðils, ma Gram, il cane di Hrólfr, lo uccise.
Più tardi scoprirono che Aðils aveva dato alle fiamme la reggia, così ne fuggirono fuori, solo per ritrovarsi circondati in strada da guerrieri pesantemente armati. Dopo una battaglia, re Aðils si ritirò per chiamare rinforzi.
Yrsa fornì il figlio di una coppa d'argento rifinita d'oro e gioielli e un famoso anello, Svíagris. Poi diede a Hrólfr e ai suoi uomini dodici dei migliori cavalli del re di Svezia, e tutto l'equipaggiamento e le provviste di cui avevano bisogno.
Hrólfr si congedò da sua madre e partì sul Fyrisvellir. Quando videro Aðils e i suoi guerrieri che li inseguivano, seminarono oro dietro di loro. Aðils vide il suo prezioso Svíagris sul terreno e si fermò a prenderlo con la lancia, così Hrólfr gli trafisse il sedere con la spada e urlò trionfante che aveva piegato il fondoschiena dell'uomo più potente di Svezia.
Hrólfr visse in pace per qualche tempo. Tuttavia, la sua sorellastra mezzelfa Skuld si sposò con Hjörvarðr (Heoroweard), uno dei re tributari di Hrólfr, e cominciò ad istigare il marito contro il fratellastro. Con il pretesto che volevano aspettare tre anni prima di pagare il tributo accumulatosi in una volta sola, ottennero tempo e Skuld riuscì a mettere insieme un grande esercito di forti guerrieri, criminali, elfi e norne. Usò seiðr (incantesimi) per nascondere la grande armata a Hrólfr e i suoi campioni.
Poi arrivarono a Lejre durante uno yule per le celebrazioni di metà inverno, con tutte le armi nascoste nei carri. Una battaglia cominciò e come nelle Gesta Danorum Bödvar Bjarki combatté posseduto da uno spirito d'orso finché non fu svegliato da Hjalti. Skuld usò la sua magia per resuscitare i guerrieri caduti e dopo un lungo combattimento Hrólfr e tutti i suoi berserkr caddero.
Skuld divenne regina di Danimarca ma non governò bene. I fratelli di Bödvar Bjarki, Fróði l'Alce e Þorir Zampa-di-Segugio giunsero in Danimarca per vendicare il fratello. La regina svedese Yrsa diede loro un grande esercito guidato da Vöggr. Catturarono Skuld prima che potesse usare la sua magia e la torturarono fino alla morte. Poi eressero un tumulo per Hrólfr Kraki dove fu sepolto insieme alla sua spada Skofnung.

## LaSaga degli Skjöldungar
La Saga degli Skjöldungar racconta che Helgo (Halga) era re di Danimarca insieme a suo fratello Roas (Hroðgar). Helgo rapì Olava, regina dei Sassoni, e lei diede alla luce una figlia chiamata Yrsa. La ragazza più tardi sposò Adillus (Eadgils), re di Svezia, con cui ebbe una figlia, Scullda.
Alcuni anni dopo, Helgo attaccò la Svezia e catturò Yrsa, ignorando che fosse sua figlia. La violentò e la portò in Danimarca, dove diede alla luce Rolfo. Alcuni anni dopo, la madre di Yrsa, la regina Olava, andò a farle visita e le raccontò che Helgo era il suo stesso padre. Sconvolta, Yrsa tornò da Adillus, lasciando dietro di sé il figlio. Helgo morì quando Rolfo aveva otto anni, e Rolfo gli succedette governando insieme allo zio Roas. Non molto tempo dopo Roas fu ucciso dai suoi fratellastri Rærecus e Frodo, così Rolfo divenne l'unico re di Danimarca.
In Svezia, Yrsa e Adillus diedero Scullda in sposa al re di Öland, Hiørvardus (anche chiamato Hiorvardus e Hevardus, e che corrisponde all'Heoroweard del Beowulf). Poiché Rolfo, suo fratellastro, non era stato consultato, si infuriò molto e attaccò Öland, rendendo Hiørvardus e il suo regno tributari della Danimarca.
Qualche tempo dopo Adillus richiese l'aiuto di Rolfo contro re Ale (Onela) di Oppland, e Rolfo mandò i suoi berserkr. Adillus vinse la guerra, però si rifiutò di pagare il compenso pattuito per l'aiuto, così Rolfo si recò ad Uppsala a reclamare la sua ricompensa. Scampate alcune trappole, Rolfo riuscì a scappare con l'oro di Adillus, aiutato da sua madre Yrsa, e lo "seminò" sul Fyrisvellir.
Hiørvardus e sua moglie Scullda si ribellarono contro Rolfo e lo uccisero; tuttavia Hiørvardus non visse a lungo e fu a sua volta ucciso. A Rolfo succedette il cugino di suo padre, Rörek, che comunque dovette lasciare la Scania a Valdar e poté controllare solo la Zelanda.

## LoSkáldskaparmál
Nello Skáldskaparmál di Snorri Sturluson, la storia di Hrólfr Kraki è presentata come spiegazione del perché l'oro era rappresentato dal kenning semenza di Kraki.
Snorri riporta che Hrólfr fu il re più famoso della Danimarca per valore, generosità e indulgenza. Un giorno un bambino povero di nome Vöggr giunse al suo cospetto e si stupì che un così grande re fosse magro come il piolo di una scala (kraki). Hrólfr disse che Vöggr gli aveva dato un nuovo nome e gli diede un anello d'oro come ricompensa. In segno di gratitudine Vöggr giurò a Hrólfr che l'avrebbe vendicato se fosse stato ucciso.
Più avanti si racconta che il re di Svezia, Aðils (Eadgils), era in guerra con il re di Norvegia, Áli (Onela), e che combatterono nella Battaglia sul Ghiaccio del Lago Vänern. Aðils era sposato con Yrsa, madre di Hrólfr, e perciò mandò un'ambasceria a Hrólfr per chiedergli aiuto contro Áli; se l'avesse aiutato avrebbe ricevuto tre doni meravigliosi in ricompensa. Hrólfr era impegnato in una guerra contro i Sassoni e non poteva giungere di persona, ma inviò i suoi dodici berserkr. Áli morì nella guerra, e Aðils si prese il suo elmo Cinghiale-da-battaglia e il suo cavallo Raven. I berserkr chiesero tre libbre d'oro ciascuno come paga, e domandarono di poter scegliere loro i doni che Aðils aveva promesso a Hrólfr: i due pezzi d'armatura che non potevano essere perforati, cioè l'elmo di Áli e la cotta di maglia Eredità di Finn, e il famoso anello Svíagris. Aðils ritenne la paga oltraggiosa e rifiutò.
Quando Hrólfr venne a sapere che Aðils aveva rifiutato di pagarlo, si recò ad Uppsala. Condusse le navi al fiume Fyris e cavalcò direttamente alla reggia del re svedese ad Uppsala con i suoi dodici berserkr. Yrsa li accolse e li condusse ai loro alloggi. Fuochi erano stati preparati per loro e ricevettero da bere. Tuttavia, così tanta legna era stata messa nei camini che i loro vestiti cominciarono a bruciare; Hrólfr e i suoi uomini si arrabbiarono e scagliarono i cortigiani nel fuoco. Yrsa tornò e diede loro parecchio oro, l'anello Svíagris e consigliò loro di andarsene. Mentre stavano cavalcando sul Fyrisvellir, videro Aðils e i suoi uomini che li seguivano. I fuggitivi gettarono il loro oro lungo la strada cosicché gli inseguitori si fermassero per raccoglierlo; tuttavia Aðils continuò a star loro dietro sul suo cavallo Slöngvir. Hrólfr allora gettò lo Svíagris e osservò Aðils curvarsi per prenderlo con la lancia. Hrólfr esclamò che aveva visto l'uomo più potente di Svezia inchinarsi.

## LaSaga degli Ynglingar
La Saga degli Skjöldungar fu usata da Snorri Sturluson come fonte quando raccontò la storia di Aðils (Eadgils) e Yrsa nella sua Saga degli Ynglingar, una parte dell'Heimskringla. Quel che ci rimane della Saga degli Skjöldungar è un riassunto latino di Arngrímur Jónsson, perciò le due fonti sono praticamente le stesse, con la differenza che la versione di Arngrímur è più concisa.
Snorri racconta che Aðils andò a saccheggiare i Sassoni, il cui re era Geirþjófr e la cui regina era Alof la Grande. Re e regina non erano in casa, perciò Aðils e i suoi uomini depredarono la loro reggia facilmente portando bottino e prigionieri sulle loro navi. Una dei prigionieri era una bellissima ragazza di nome Yrsa, e Snorri scrive che tutti presto rimasero impressionati da quella ragazza beneducata, attraente e intelligente. Il più impressionato fu Aðils, che ne fece sua moglie.
Alcuni anni dopo, Helgi (Halga), che governava a Lejre, attaccò la Svezia e rapì Yrsa; la violentò e la portò con sé a Lejre, dove lei partorì Hrólfr. Quando il bimbo ebbe tre anni, la madre di Yrsa, la regina Alof di Sassonia, venne a farle visita e le rivelò che suo marito Helgi era anche suo padre. Orripilata, Yrsa tornò da Aðils, lasciandosi dietro il figlio, e rimase in Svezia per il resto della vita. Quando Hrólfr ebbe otto anni, Helgi morì in una spedizione di guerra e Hrólfr fu proclamato re.
Snorri termina il racconto dicendo brevemente che la Saga degli Skjöldungar conteneva una dettagliata narrazione di come Hrólfr si recò ad Uppsala e seminò oro sul Fyrisvellir.

## IlGróttasöngr

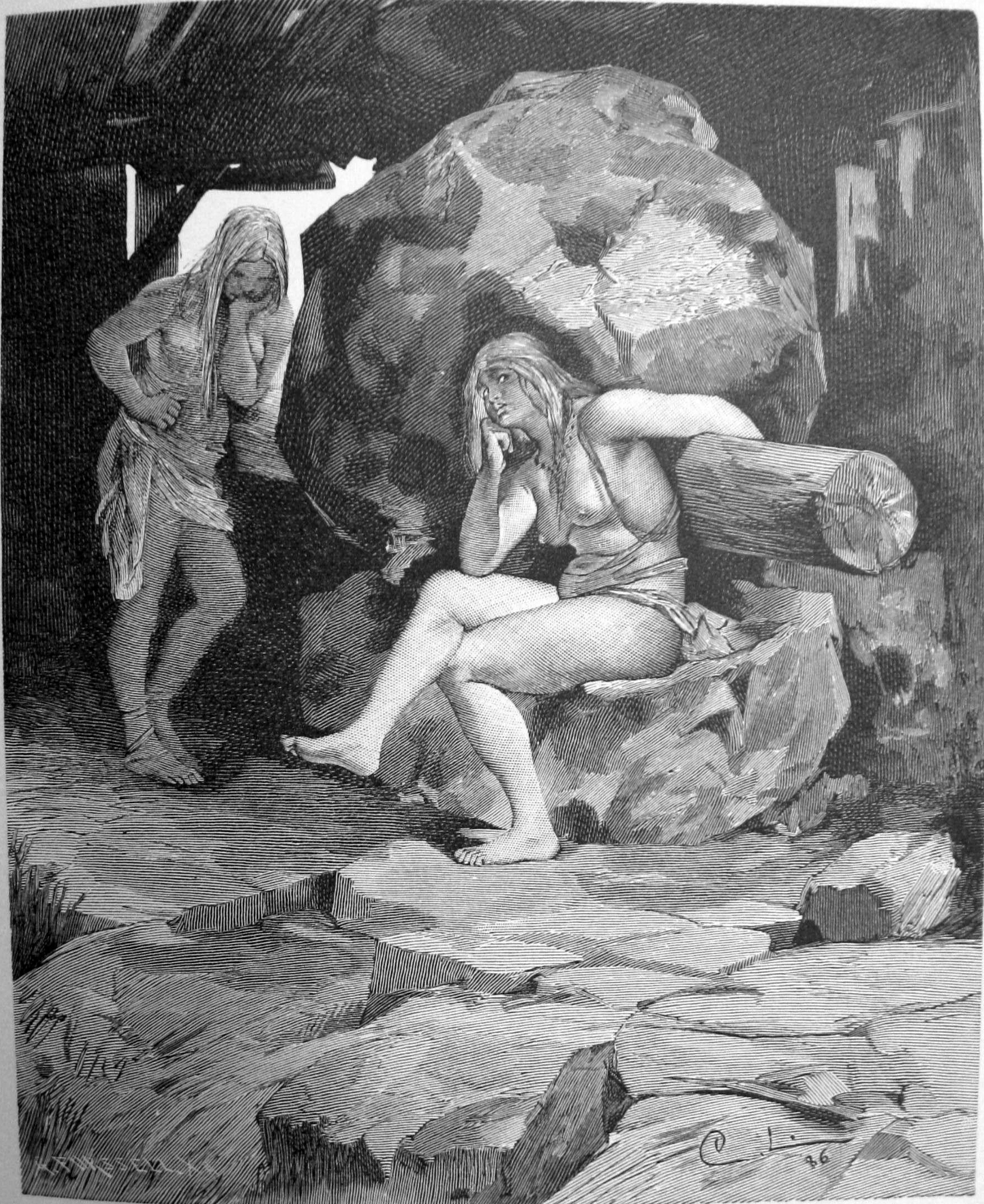
Fenja e Menja al mulino

Il Gróttasöngr contiene una strofa (la nº 22) cantata dalle gigantesse Fenja e Menja. Semplicemente si nomina Yrsa e si accenna al fatto che suo figlio e fratello (Hroðulf) si vendicherà di Fródi (Froda):
(Gróttasöngr - Traduzione a cura di Stefano Mazza)
Questo passo non può riferirsi alla Hrólfs saga kraka ok kappa hans dove Froda era fratellastro di Healfdene perché questo Froda fu ucciso da Hroðgar. Invece concorda con la Saga degli Skjöldungar, nella quale Hroðgar, zio di Hroðulf, venne ucciso dal fratellastro Froda.

## LaSaga di Gautrekr
Hrólfr Kraki è citato brevemente nella Saga di Gautrekr, scritta intorno al 1300, nella quale l'avventuriero Ref si reca da lui portando due cani in dono. Per ricambiare il dono Hrólfr gli dà un elmo e una cotta di maglia, entrambi fatti di oro rosso.

## Riferimenti moderni
Il drammaturgo danese Johannes Ewald scrisse un'opera su Rolf Krage (1770), basata sulla versione della storia data da Saxo nelle Gesta Danorum. Il poeta danese Adam Oehlenschläger scrisse un poema intitolato Helge: et Digt (1814).
Lo scrittore statunitense Poul Anderson usò questa storia nel suo romanzo La Hrólfs saga kraka ok kappa hans (1973). La storia di Anderson inizia nelle generazioni precedenti e differisce per alcuni eventi dai racconti qui mostrati. Il libro fu molto apprezzato dagli amanti del fantasy; tuttavia è stato aspramente criticato per il fatto che le frequenti spiegazioni, specialmente sulle emozioni dei personaggi, che compaiono nel libro sono incompatibili con lo stile tradizionale delle saghe.
La prima nave corazzata della Marina Danese fu chiamata Rolf Krake.
Nel videogioco God of War Ragnarök (2022) Hrólfr Kraki appare nelle vesti di antagonista di una missione secondaria come un mostruoso berserker fantasma. Viene descritto come un crudele aguzzino, che tradì e conquisto il regno di Lejre con i suoi dodici fidati luogotenenti, portandolo alla rovina.